# Leslie Deniz
Leslie Jean Deniz (Oakland, 25 maggio 1962) è un'ex discobola statunitense.

## Palmarès
| Anno | Manifestazione | Sede        | Evento           | Risultato | Misura  | Note |
| ---- | -------------- | ----------- | ---------------- | --------- | ------- | ---- |
| 1984 | Olimpiadi      | Los Angeles | Lancio del disco | Argento   | 64,86 m |      |